# 23-тя танкова дивізія (Третій Рейх)
23-тя танкова дивізія (Третій Рейх) (нім. 23. Panzer-Division) — танкова дивізія Вермахту в роки Другої світової війни.

## Історія
23-тя танкова дивізія була сформована 21 вересня 1941 на території окупованої Франції на базі 101-ї танкової бригади.

## Райони бойових дій та дислокації дивізії
- Франція (вересень 1941 — квітень 1942);
- СРСР (південний напрямок) (квітень 1942 — серпень 1944);
- Польща (серпень — жовтень 1944);
- Угорщина (жовтень 1944 — квітень 1945);
- Словенія, Австрія (квітень — травень 1945).

## Командування

### Командири
- генерал-майор імперський барон Ганс фон Бойнебург-Ленгсфельд (нім. Hans Reichsfreiherr von Boineburg-Lengsfeld) (21 вересня — 16 листопада 1941);
- оберст Гайнц-Йоахім Вернер-Еренфойхт (нім. Heinz-Joachim Werner-Ehrenfeucht) (16 — 22 листопада 1941), ТВО;
- генерал-майор імперський барон Ганс фон Бойнебург-Ленгсфельд (22 листопада 1941 — 20 липня 1942);
- генерал-майор Ервін Мак (нім. Erwin Mack) (20 липня — 26 серпня 1942), загинув у боях під П'ятигорськом;
- оберст Фріц фон Бух (нім. Fritz von Buch) (26 — 27 серпня 1942),ТВО;
- оберст Еріх Брюкнер (нім. Erich Brückner) (27 — ? серпня 1942),ТВО;
- генерал-майор імперський барон Ганс фон Бойнебург-Ленгсфельд (? серпня — 27 грудня 1942);
- оберст Йозеф Россманн (нім. Josef Rossmann) (27 — 28 грудня 1942),ТВО;
- генерал-майор, з 1 січня 1943 генерал-лейтенант Ніколаус фон Ворман (нім. Nikolaus von Vormann) (28 грудня 1942 — 31 жовтня 1943);
- генерал-майор Гайнц-Йоахім Вернер-Еренфойхт (1 — 18 листопада 1943),ТВО;
- оберст, з 1 січня 1944 генерал-майор Евальд Кребер (нім. Ewald Kräber) (18 листопада 1943 — 8 червня 1944),ТВО;
- оберст, з 1 вересня 1944 генерал-майор, з 1 березня 1945 генерал-лейтенант Йозеф фон Радовіц (нім. Josef von Radowitz) (8 червня 1944 — 8 травня 1945).

## Нагороджені дивізії
Нагороджені Сертифікатом Пошани Головнокомандувача Сухопутних військ для військових формувань Вермахту за збитий літак противника
- ? — 5-та розвідувальна рота 23-го розвідувального батальйону за дії 24 серпня 1944 (?).

Нагороджені дивізії
|  | Кавалери Нагрудного знаку ближнього бою в золоті                                                         | 11                                                                                            |
|  | Кавалери Золотого Німецького Хреста                                                                      | 121                                                                                           |
|  | Кавалери Срібного Німецького Хреста                                                                      | 5                                                                                             |
|  | Кавалери Лицарського хреста Залізного хреста з Дубовим листям                                            | 2 (№ 648 майор Герд Руге — 16.11.1944 № 882 генерал-лейтенант Йозеф фон Радовіц — 09.05.1945) |
|  | Кавалери Лицарського хреста Залізного хреста                                                             | 31 в тому числі 2 непідтверджених                                                             |
|  | Кавалери Лицарського хреста Залізного хреста, удостоєних Хреста Воєнних Заслуг з мечами                  | 1                                                                                             |
|  | Кавалери Почесної Відзнаки Сухопутних військ «Почесна пряжка на орденську стрічку для Сухопутних військ» | 27                                                                                            |

- Нагороджені Сертифікатом Пошани Головнокомандувача Сухопутних військ (15)
- Нагороджені Сертифікатом Пошани Головнокомандувача Сухопутних військ за збитий літак противника (6)

## Бойовий склад 23-ї танкової дивізії
- штаб дивізії:
- 23-тя мотопіхотна бригада (Schützen-Brigade 23);
  - 126-й мотопіхотний полк (Schützen-Regiment 126);
  - 128-й мотопіхотний полк (Schützen-Regiment 128);
  - 23-й мотоциклетний батальйон (Kradschützen-Bataillon 23).
- 201-й танковий полк (Panzer-Regiment 201);
- 128-й артилерійський полк (Artillerie Regiment 128);
- 128-й батальйон самохідної артилерії;
- 51-й інженерно-саперний батальйон (Pionier Bataillon 51);
- 128-й батальйон зв'язку (Nachrichten Abteilung 128);
- 128-й інтендантський загін (Versorgungstruppen 128);
- 128-й польовий батальйон.

- штаб дивізії:
- 201-й танковий полк;
- 23-тя мотопіхотна бригада;
  - 126-й мотопіхотний полк;
  - 128-й мотопіхотний полк;
  - 23-й мотоциклетний батальйон.
- 128-й артилерійський полк;
- 23-й розвідувальний батальйон (Aufklärungs-Abteilung 23);
- 128-й винищувально-протитанковий дивізіон (Panzerjäger Abteilung 128);
- 51-й інженерно-саперний батальйон;
- 128-й батальйон зв'язку;
- 128-й інтендантський загін;
- 128-й навчальний батальйон.

- штаб дивізії:
- 23-й танковий полк;
- 126-й панцергренадерський полк (Panzergrenadier-Regiment 126);
- 128-й панцергренадерський полк (Panzergrenadier-Regiment 128);
- 278-й дивізіон зенітної артилерії (Heeres-Flak-Artillerie-Abteilung 278);
- 128-й танковий артилерійський полк (Panzer-Artillerie-Regiment 128);
- 23-й танковий розвідувальний батальйон (Panzer-Aufklärungs-Abteilung 23);
- 128-й винищувально-протитанковий дивізіон;
- 51-й танковий інженерно-саперний батальйон (Panzer-Pionier-Bataillon 51);
- 128-й танковий батальйон зв'язку (Panzer Nachrichten Abteilung 128);
- 128-й танковий інтендантський загін (Panzer-Versorgungstruppen 128).

## Відео
- 23rd Panzer Division — YouTube